# Porúbka, Žilina
Porúbka este o comună slovacă, aflată în districtul Žilina din regiunea Žilina, pe malul râului Rajčanka⁠(d). Localitatea se află la altitudinea de 376 m deasupra n.m., se întinde pe o suprafață de 3,45 km2 și în 2017 număra 486 de locuitori.

## Istoric
Localitatea Porúbka este atestată documentar din 1362.

## Demografie
| An:                | 1994 | 2004   | 2014   | 2024    |
| ------------------ | ---- | ------ | ------ | ------- |
| Număr de persoane: | 446  | 455    | 466    | 519     |
| Diferență:         |      | +2,01% | +2,41% | +11,37% |

| An:                | 2023 | 2024   |
| ------------------ | ---- | ------ |
| Număr de persoane: | 529  | 519    |
| Diferență:         |      | −1,89% |